# Poniatowa
Pour les articles homonymes, voir Poniatowa (homonymie).
Poniatowa (prononciation [pɔɲaˈtɔva])  est une ville dans la voïvodie de Lublin, dans le powiat d'Opole Lubelskie, située dans l'est de la Pologne.
Elle est le siège administratif (chef-lieu) de la gmina de Poniatowa .
Sa population s'élevait à 9 541 habitants en 2010 repartie sur une superficie de 15,26 kilomètres carrés (km²).

## Histoire
Au cours de la Seconde Guerre mondiale, en 1941, un camp de concentration nazi est construit à Poniatowa. Initialement sous le nom de Stalag 359 Poniatowa pour les prisonniers de guerre soviétiques. Environ 20 000 prisonniers de guerre soviétiques y périssent de la faim, la maladie et les exécutions. Le camp sera étendu pour les prisonniers juifs de Pologne, de Slovaquie et d'Autriche contraints aux travaux forcés pour soutenir l'effort de guerre allemand. Des milliers de Juifs y seront assassinés notamment lors de l'Aktion Erntefest et particulièrement le 3 et 4 novembre 1943 lorsque 43 000 seront massacrés. 
De 1975 à 1998, la ville est attachée administrativement à l'ancienne Lublin.

Depuis 1999, elle fait partie de la nouvelle voïvodie de Lublin.

## Coopération internationale
- Allemagne: Steglitz-Zehlendorf depuis 1989
- Autriche: Groß-Siegharts depuis 2001